# Parafia Przenajświętszej Trójcy w Chełmie
Parafia Przenajświętszej Trójcy w Chełmie – parafia rzymskokatolicka w Chełmie, należąca do dekanatu Chełm – Zachód w archidiecezji lubelskiej.

## Historia
Parafia została erygowana 25 września 1990 roku dekretem biskupa Bolesława Pylaka. W 1990 roku zbudowano tymczasową kaplicę przy Placu Jana Pawła II. W styczniu 1993 roku rozpoczęto budowę kościoła według projektu architekta Dariusza Lewandowskiego.

## Proboszczowie
- ks. Jacek Brogowski (1990–1998)
- ks. kan. Tadeusz Eugeniusz Kawala (1998–2009)
- ks. Robert Raczyński (2009–2010)
- ks. kan. Wojciech Waldemar Jaroszyński (od 2010)

## Zasięg parafii
Do parafii należą wierni z miejscowości: Chełm, Rudka i Zawadówka.